# 69 Hesperia
69 Hesperia (in italiano anche 69 Esperia) è un asteroide della fascia principale del diametro medio di circa 138,1 km. Scoperto nel 1861, presenta un'orbita caratterizzata da un semiasse maggiore pari a 2,9755426 au e da un'eccentricità di 0,1701305, inclinata di 8,59269° rispetto all'eclittica.
Ha una composizione fortemente metallica.
Fino ad agosto 2015 la data attribuita alla scoperta era il 26 aprile ma da una rilettura dei documenti dell'epoca l'IAU ha corretto la data con la circolare 94743. Infatti Giovanni Schiaparelli lo individuò il 29 aprile 1861 dall'osservatorio astronomico di Brera a Milano, dove lavorava come secondo astronomo, dopo una prima osservazione avvenuta casualmente il precedente 26 aprile mentre si apprestava ad osservare 63 Ausonia.
L'asteroide è dedicato alle Esperidi, ninfe della mitologia greca, connesse con il tramonto.